# دهستان زز شرقی
ززشرقی، دهستانی است از توابع بخش زز و ماهرو شهرستان الیگودرز در استان لرستان ایران.

## جمعیت
براساس سرشماری سال ۱۳۸۵ جمعیت آن ۷٬۱۶۹ نفر (۱٬۲۴۶ خانوار) بوده‌است.